# 比施韦尔
比施韦尔是德国巴登-符腾堡州的一个市镇。总面积4.59平方公里，总人口3120人，其中男性1503人，女性1617人（2011年12月31日），人口密度680人/平方公里。